# Friends (песня)
Friends — песня британской рок-группы Led Zeppelin, второй трек альбома Led Zeppelin III, выпущенного осенью 1970 года.

## История создания
Песня была написана Джимми Пейджем и Робертом Плантом в 1970 году в Брон-эр-Ауре, валлийском коттедже, куда группа удалилась на отдых после продолжительного и изнуряющего турне по США.
Пэйдж сыграл песню в открытом C6 (C-A-C-G-C-E). Этот же настрой был использован им в «Bron-Yr-Aur» (треке, записанном на той же сессии) а также в песне «Poor Tom», в альбом не вошедшей. Для улучшения акустических качеств гитары Harmony Пейдж использовал Altair Tube Limiter, устройство, которое порекомендовал ему акустический гитарист Дик Розмени (англ. Dick Rosemenie).

### Особенности аранжировки
«Friends» — одна из немногих песен Led Zeppelin, где использованы струнные. Аранжировку подготовил Джон Пол Джонс, и в ней звучат явные восточные мотивы. Позже многие выражали удивление, что участник группы, внесший столь ощутимый вклад в создание композиции, не оказался включеным в число авторов песни.
В финале «Friends» звучит муг-синтезатор: он и обеспечивает переход к следующему треку альбома, «Celebration Day».

### Концертные исполнения
Единственный раз группа исполнила этот трек вживую на концерте в Осаке 29 сентября 1971 года, в ходе японских гастролей. Эта запись включена в бутлег концерта. Слышно, как Пейдж спрашивает Планта, хочет ли тот петь эту песню, в то время, как Джон Бонэм возвращается за установку из-за кулис.

### Другие версии
Позже, в 1972 году, Пейдж и Плант перезаписали этот трек с Бомбейским симфоническим оркестром во время поездки в Индию (тогда же была сделана и альтернативная запись «Four Sticks» из Led Zeppelin IV). Эти записи официально выпущены не были и остались только на бутлегах. Пейдж выражал неудовлетворенность результатом: оркестр не поспевал за рок-ритмом и, если верить гитаристу, участники его слишком много пили во время работы.
Песня «Friends» была также записана Пейджем и Плантом для их альбома 1994 года No Quarter: Jimmy Page and Robert Plant Unledded, в сопровождении оркестра арабских музыкантов.

## Интересные факты
- Перед началом песни (в правом канале) слышен голос Питера Гранта — до того, как вступают гитары Джимми Пейджа.
- «Friends» была одним из источников вдохновения для гитариста Джона Фрушанте, во время сочинения песни «Breaking the Girl»[5].

## Участники
- Роберт Плант — вокал, гармоника
- Джимми Пейдж — гитара
- Джон Пол Джонс — бас-гитара, синтезатор Муга, струнные инструменты
- Джон Бонэм — перкуссия